# Yu Shimasaki
Yu Shimasaki (島嵜 佑 Shimasaki Yu?, nacido el 26 de septiembre de 1985 en Osaka) es un exfutbolista japonés. Jugaba de centrocampista y su único club fue el Sagan Tosu de Japón.

## Trayectoria

### Clubes
| Club       | País  | Año         |
| ---------- | ----- | ----------- |
| Sagan Tosu | Japón | 2008 - 2009 |